# Питер Џ. Ратклиф
Питер Џ. Ратклиф (енгл. Peter J. Ratcliffe; Ланкашир, 14. мај 1954) британски је лекар, научник и добитник Нобелове награде за физиологију или медицину 2019. за  истраживање о томе како ћелије осећају промену доступног кисеоника и како се прилагођавају њој.
Награду је поделио с Грегом Л. Семензом (енгл. Gregg L. Semenza) и Вилијамом Келином Млађим (енгл. William G. Kaelin Jr).

## Живот и каријера
Питер Џ. Ратклиф рођен је у Ланкаширу, 14. маја 1954. године.
Студирао је медицину на Универзитету у Кембриџу и завршио је Медицинску факултет Универзитета краљице Марије у Лондону.
Након додатних студија на универзитетима у Оксфорду и Кембриџу, докторирао је на Кембриџу 1987. године.
Од тада је радио на Универзитету у Оксфорду, а од 2016. године и на Институту Франсис Крик у Лондону.

## Истраживања и откриће
Иако се вековима разумела важност кисеоника, дуго није било познато како се ћелије прилагођавају променама нивоа кисеоника. 
Ратклифов рад се ускладио с радом Вилијама Келина Млађег и Грега Л. Семензе, те су заједно открили како ћелије могу да осете променљиву доступност кисеоника и прилагоде се њој.
Током 1990-их, идентификовали су молекуларну машинерију која регулише активност гена као одговор на различите нивое кисеоника.

### Нобелова награда
Шведска краљевска академија наука за добитнике Нобелове награде за физиологију или медицину 2019. прогласила је Вилијама Келина Млађег, Грега Л. Семенза и Питера Џ. Ратклифа за истраживање о томе како ћелије осећају промену доступног кисеоника и како јој се прилагођавају. Ово истраживање изузетно је важно за борбу против рака, анемија и многих других болести.

### Значај открића
Саопштење шведског института у образложењу доделе награде:
„Основни значај кисеоника познат је вековима, али процес прилагођавања ћелија променама нивоа кисеоника дуго је остао мистерија. Овогодишња Нобелова награда награђује рад који је открио молекуларне механизме који су укључени у прилагођавање ћелија на променљиво снабдевање кисеоником у телу”.

## Приватни живот
Питер Џ. Ратклиф је ожењен Фионом Мери Макдугал 1983. године.